# Ameal
Pour l'histoirien et homme politique portugais, voir João Ameal.
Ameal est une ancienne paroisse civile portugaise (en portugais : freguesia) de la municipalité de Coimbra dans le district du même nom.
La loi no 11-A/2013 du 28 janvier 2013, portant réorganisation administrative du territoire des freguesias, fusionne Ameal avec les paroisses voisines de Taveiro et Arzila pour former l'União das freguesias de Taveiro, Ameal e Arzila (dont le siège est à Taveiro).